# Minghi Studio Collection
Minghi Studio Collection è un doppio album raccolta del cantautore italiano Amedeo Minghi, pubblicato dall'etichetta EMI Italiana nel 1999. Contiene il brano inedito Gerusalemme.

## Tracce
CD 1
1. Gerusalemme (inedito)
2. Decenni
3. È questo il vivere
4. Un uomo venuto da lontano
5. Cantare è d'amore
6. È la pioggia che resterà
7. La santità d'Italia
8. Due soli in cielo
9. Mio sole mio
10. Notte bella, magnifica
11. I ricordi del cuore
12. In sogno
13. Vivere vivere
14. Nenè
15. L'isola

CD 2
1. Vattene amore
2. Primula
3. Rosa
4. Due passi
5. Serenata
6. Anni '60
7. Mia vita
8. Le verdi cattedrali della memoria
9. Quando l'estate verrà
10. 1950
11. St. Michel
12. Ladri di sole
13. L'immenso
14. La vita mia

## Classifiche
| Paese  | Posizione raggiunta |
| ------ | ------------------- |
| Italia | 29                  |